# Owens Lake

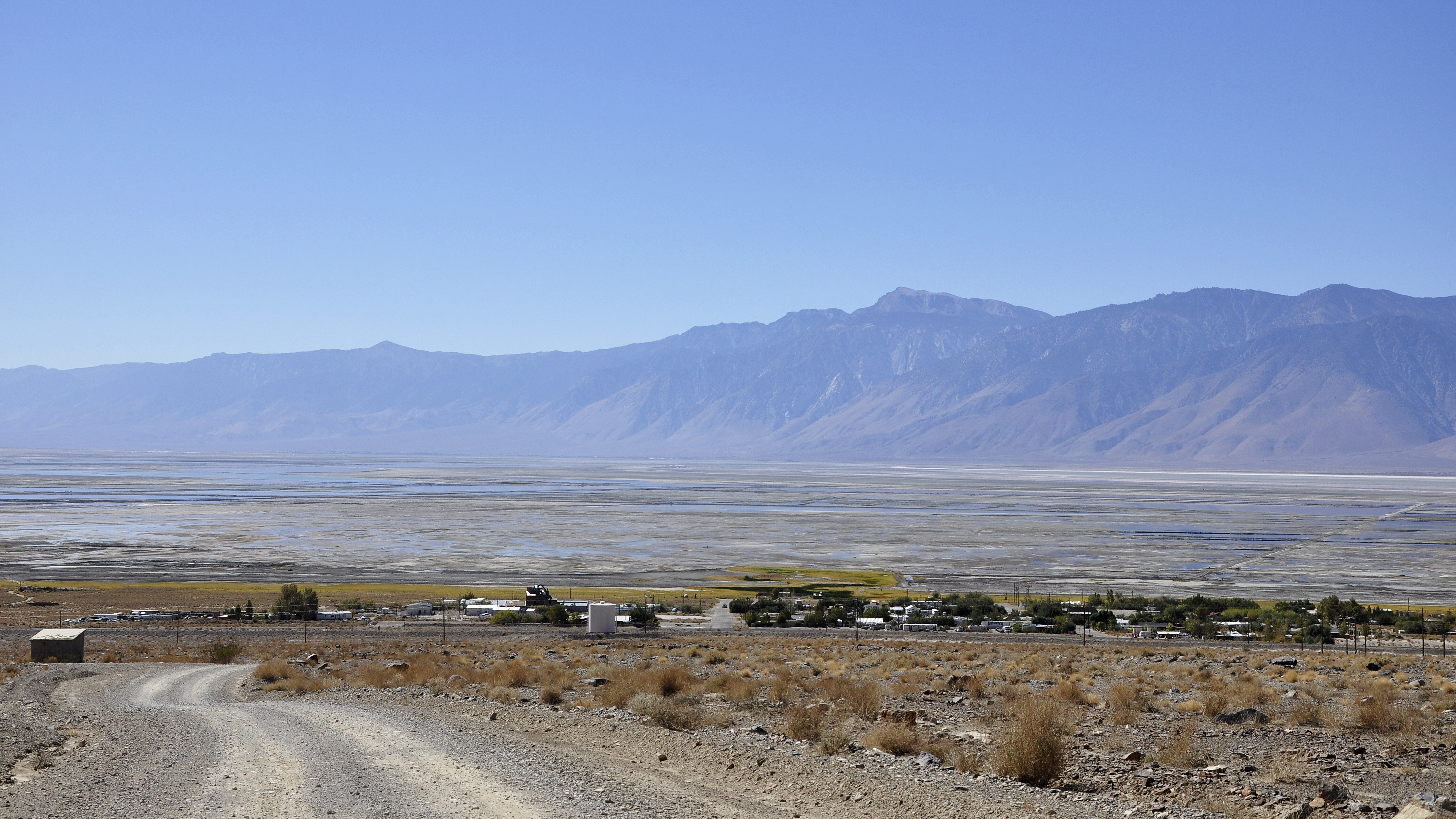
Keeler en Owens Lake in oktober 2012

Owens Lake is een drooggevallen zoutmeer in het zuidoosten van Owens Valley, in het zuiden van de Amerikaanse staat Californië. Het voormalige meer ligt ongeveer 8 km ten zuiden van de plaats Lone Pine.
Het meer viel rond 1924 droog als gevolg van de bouw van het Los Angeles Aquaduct, die begon in 1913. Ooit was het 25 km lang, 15 km breed en 10 m diep en dus bevaarbaar. Het aquaduct leidt het water van de Owens River, dat vroeger naar het meer stroomde, naar de stad Los Angeles voor de drinkwatervoorziening daar. De ontstane zoutvlakte zorgde voor stofstormen in de omgeving en gezondheidsproblemen voor de bewoners van Owens Valley. In de jaren 90 dwong de Environmental Protection Agency daarom af dat er weer genoeg water naar het meer werd geleid voor vegetatie, die de bodem vast kan houden. Sindsdien is het Los Angeles Department of Water and Power verantwoordelijk voor de aanplant en het onderhoud van gras op de zoutvlakte. Ook werden enkele delen weer gedeeltelijk onder water gezet. In 2009 werden plannen goedgekeurd voor de aanleg van zonnecollectoren voor energiewinning. De drooggevallen zoutvlakte wordt ook gebruikt voor zoutwinning.
Sediment van de omringende bergen heeft de bodem van Owens Lake met ongeveer 3 km verhoogd.

## Galerij

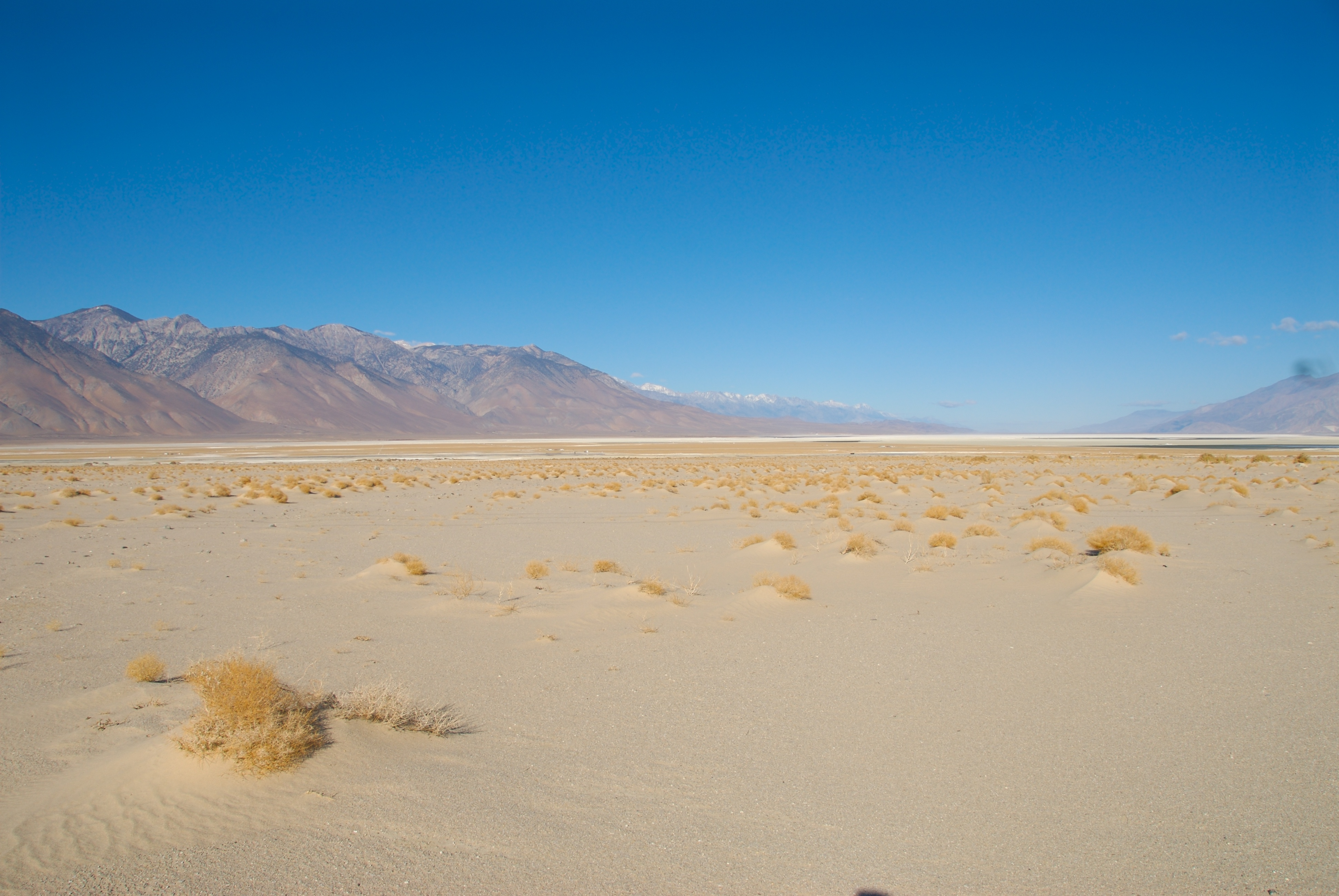
Stof- en zoutvlakte van het voormalige Owens Lake
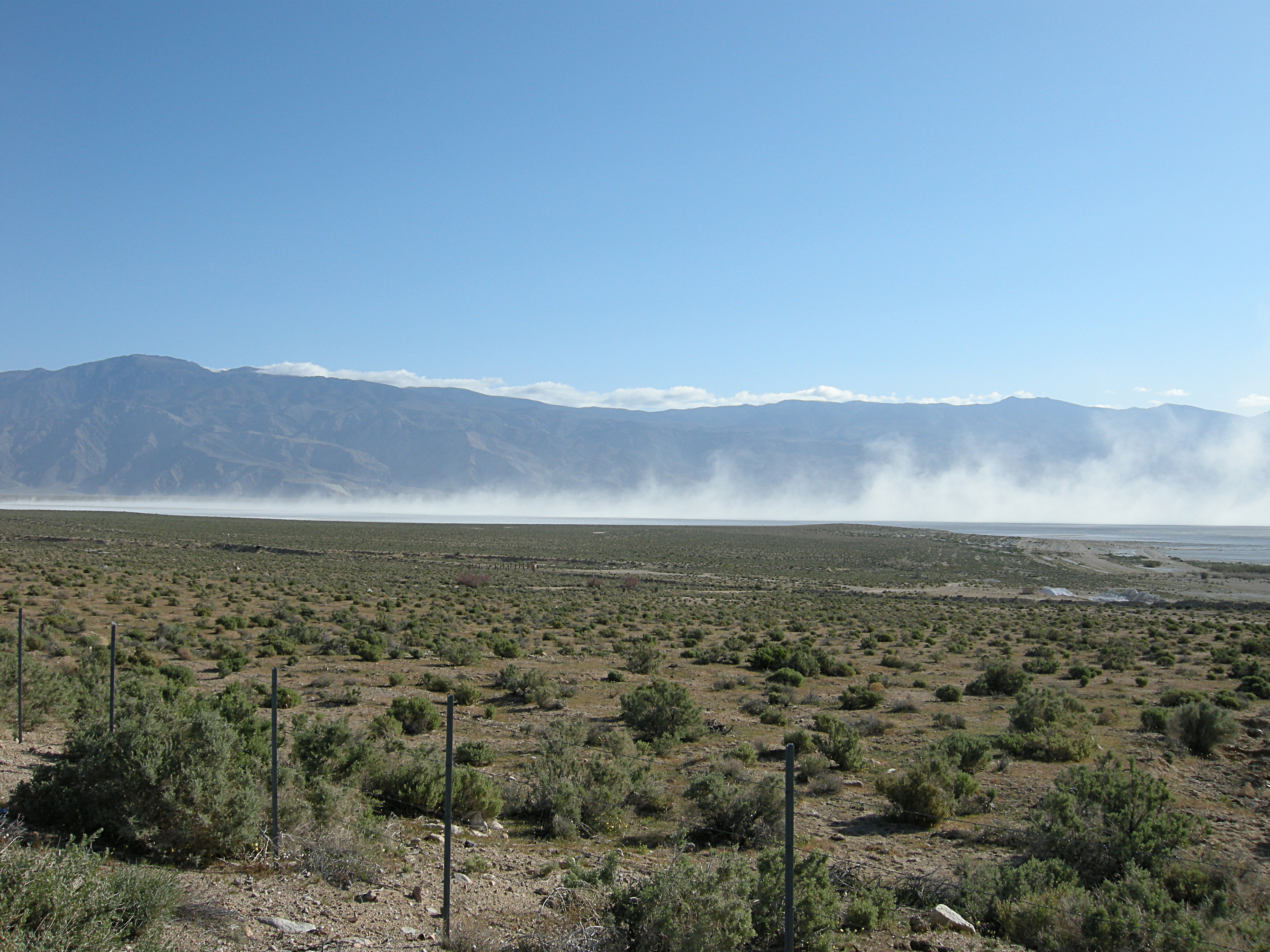
Ronddwarrelend alkalistof boven Owens Lake in april 2008